# John Percy Leon Lewis
John Percy Leon Lewis (13 de fevereiro de 1943 - 7 de abril de 2020) foi um oficial militar da Guiana que morreu durante a pandemia COVID-19.
Lewis estudou na University of the West Indies, na Jamaica. Começou a trabalhar na Demerara Bauxite Company como engenheiro. Lá ele conheceu o Major Arnold Godette, que persuadiu Lewis a juntar-se ao Exército. Em 1968, Lewis tornou-se no único oficial da reserva a chegar a coronel. Lewis também foi presidente da União de Futebol de Rúgbi da Guiana. Acredita-se que ele tenha sido a sexta vítima do coronavírus na Guiana, morrendo 12 dias depois de asua esposa Juliet Lewis ter falecido em 27 de março de pneumonia. O casal estava casado há 52 anos. O primeiro caso confirmado de COVID-19 na Guiana foi registrado a 11 de março de 2020. Lewis foi diagnosticado COVID-19 positivo após a sua morte.